# Tiliacora acuminata
Tiliacora acuminata är en tvåhjärtbladig växtart som först beskrevs av Jean-Baptiste de Lamarck, och fick sitt nu gällande namn av Joseph Dalton Hooker och Thoms.. Tiliacora acuminata ingår i släktet Tiliacora och familjen Menispermaceae. Inga underarter finns listade i Catalogue of Life.

## Bildgalleri

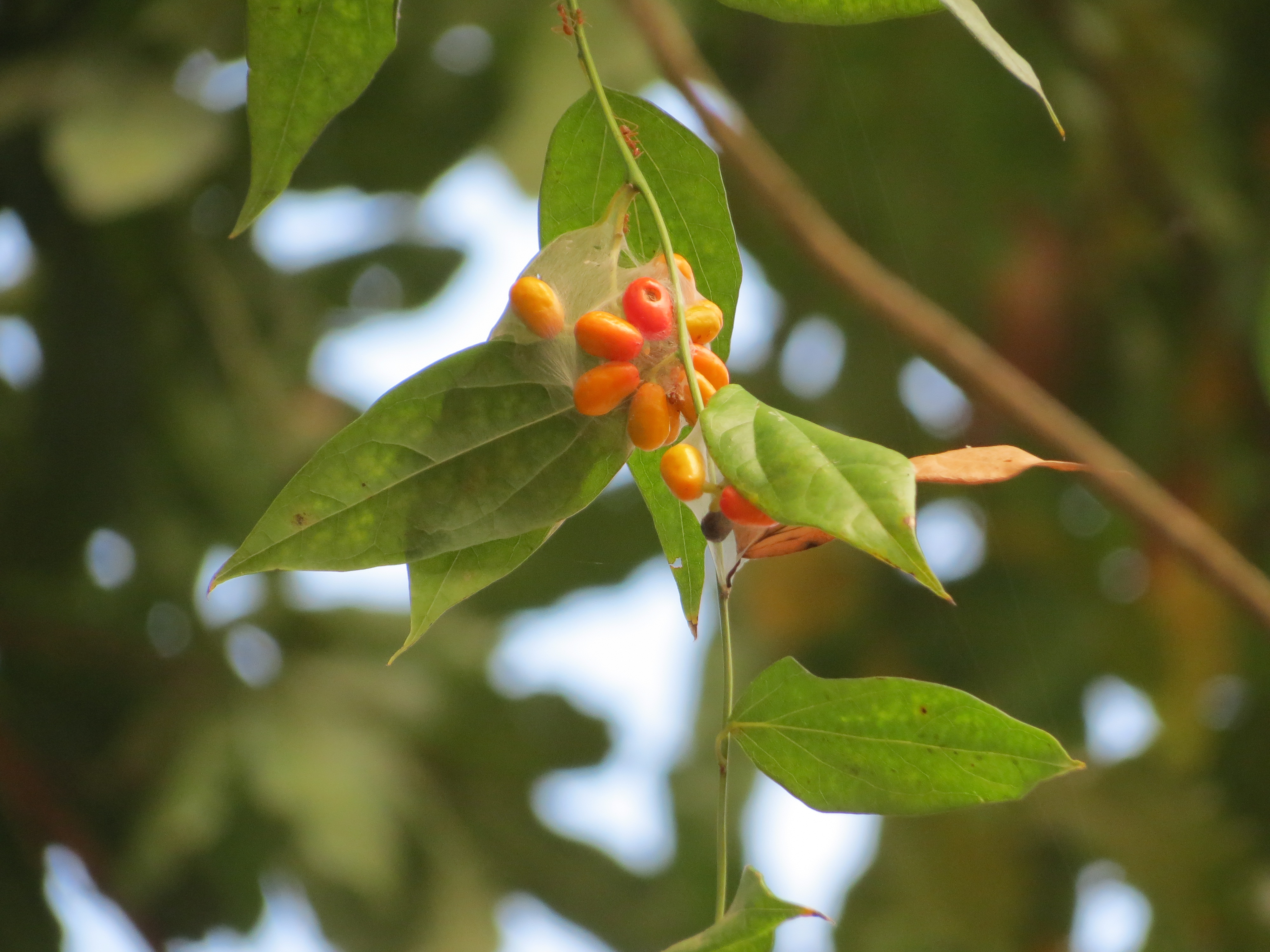
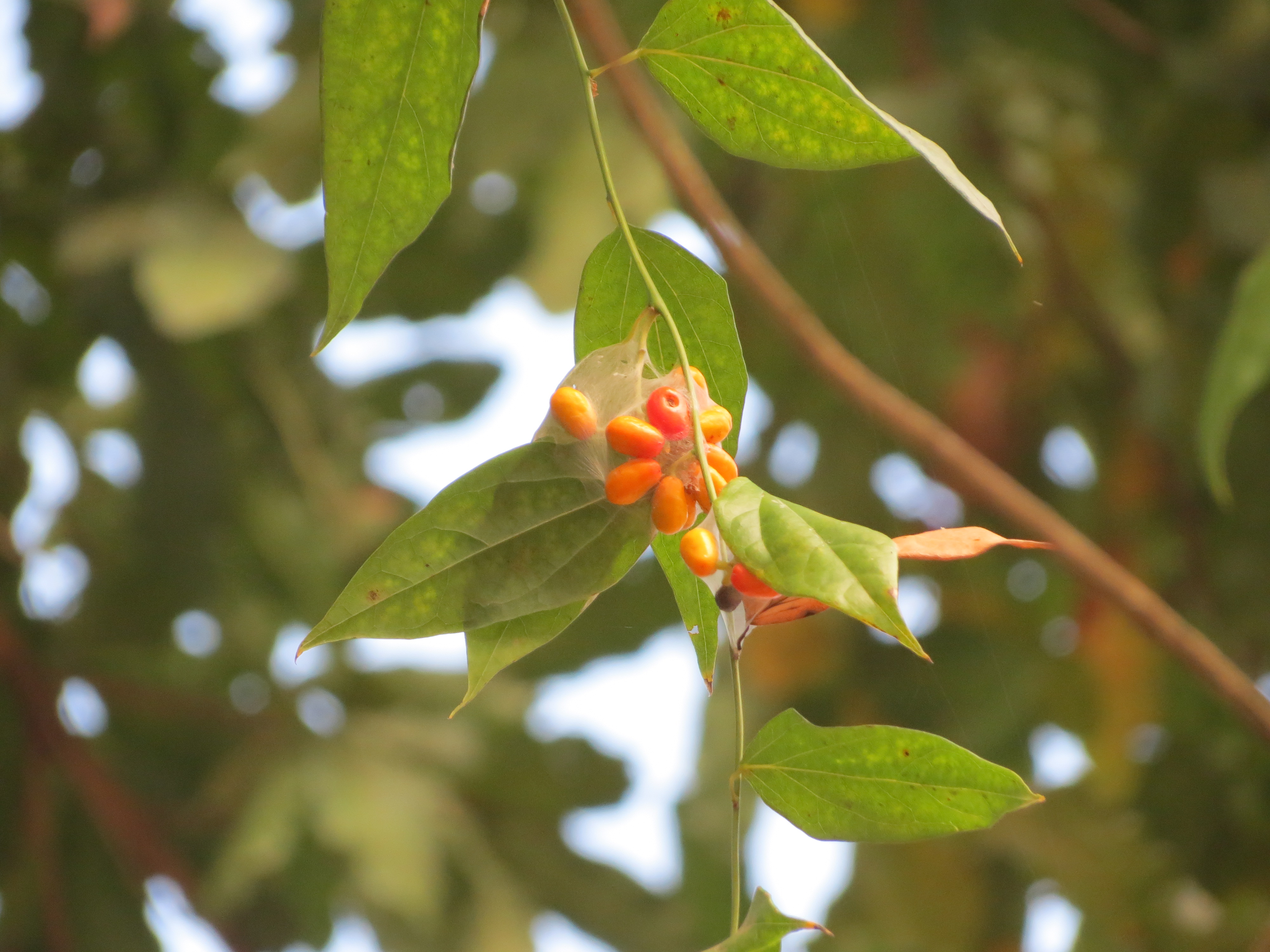
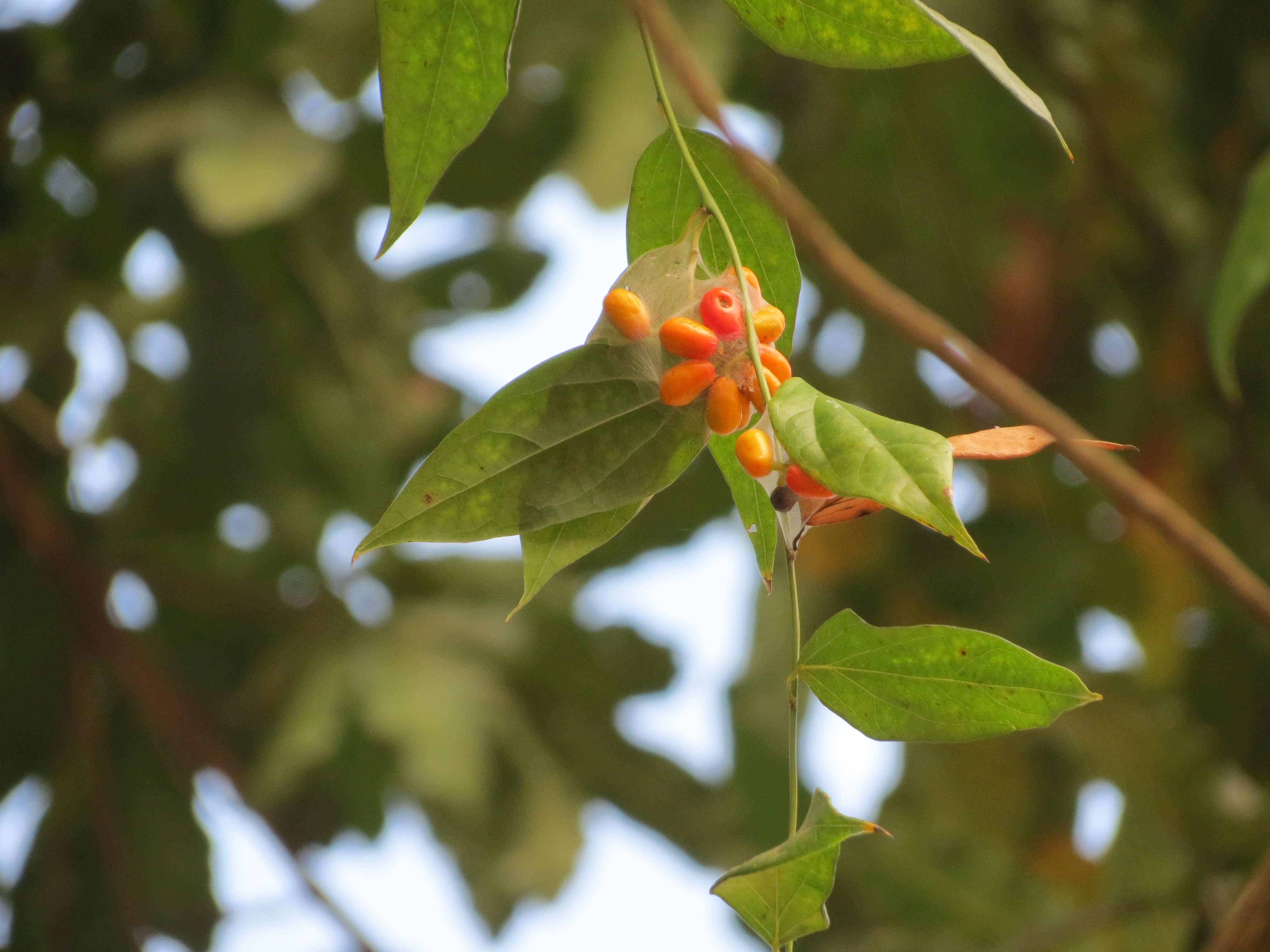